# 겐쇼인 (1557년)

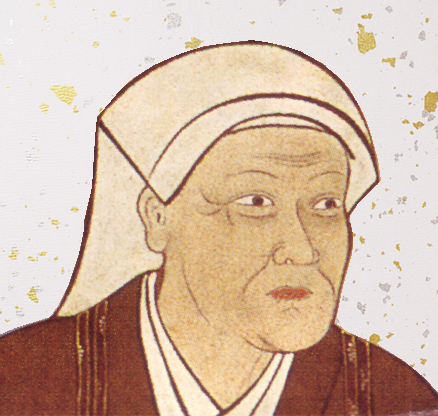
겐쇼인 (야마우치 가즈토요의 정실)

겐쇼인(일본어: 見性院 けんしょういん[*], 1557년(고지 3년) ~ 1617년 12월 31일(겐나 3년 음력 12월 4일))는 센고쿠 시대부터 에도 시대까지의 여성이다. 도사국 도사번 초대 번주 야마우치 가즈토요의 정실. 남편에게 말을 사기 위해서 큰돈을 내민 이야기와 삿갓의 끈 무늬 등 다양한 일화로 알려지면서 현모양처의 표본으로 알려졌다.

## 같이 보기
- 야마우치 신사
- 고치성
- 가케가와성